# Gastronomía de Senegal

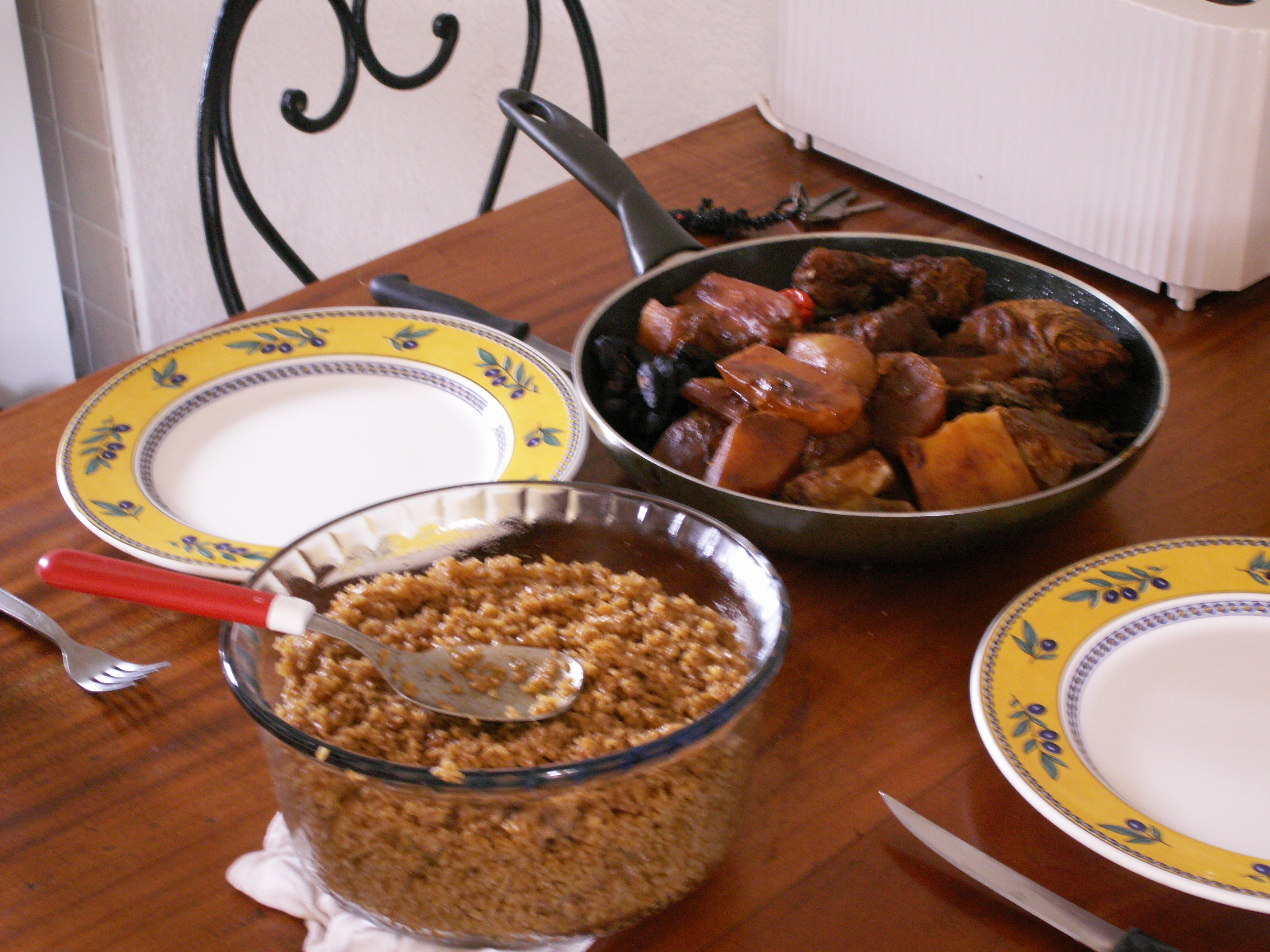
Un Thieboudienne servido y listo para comer, un plato muy popular de la cocina senegalesa.

La gastronomía de Senegal está influida por países como Francia, Portugal y por otros del norte de África. Además, muchos grupos étnicos han condicionado esta gastronomía como los Wólof. Por otro lado, el Islam, que entró en la zona en el siglo XI y la gastronomía francesa (Senegal fue colonia hasta 1960) han condicionado esta gastronomía.
Es afamada en los países cercanos y la emigración la ha extendido fuera de África. Su ingrediente principal es el arroz que se prepara de muchas formas. Existen otros acompañamientos con cereales (generalmente mijo). Su posición costera (Océano Atlántico) hace que el pescado sea un ingrediente frecuente en los platos. Uno de los platos nacionales de Senegal es el Thieboudienne, (pescado marinado acompañado de legumbres y arroz). Los platos que emplean como base el arroz o el cuscús son muy frecuentes y variados. También se suelen macerar las carnes y pescados antes de ser cocinados.
La hospitalidad es muy importante y los comensales suelen compartir un mismo plato. La mayoría musulmana del país hace que las bebidas alcohólicas sean poco consumidas.

## Platos
- Ceebu jen, o thieboudienne, pescado marinado, el plato nacional del Senegal.
- Yassa, pollo o pescado servido con cebollas y ajo, mostaza y salsa de limón.
- Maafe, pollo o cordero, ternera con vegetales en una salsa de cacahuetes.
- bassi-salaté, un cuscús local.
- chura-gerté, sopa dulce de leche y arroz.
- Capitaine à la Saint-Louisienne, perca estofada con especias.
- Poisson a la braise, pescado a la parrilla con limón, ajo y pimienta negra.
- Dibi, cordero a la parrilla.
- tio-gio una bouillabaise con vegetales y cacahuetes.
- lait-caillé, albóndigas en crema ácida.